# 岩元禧

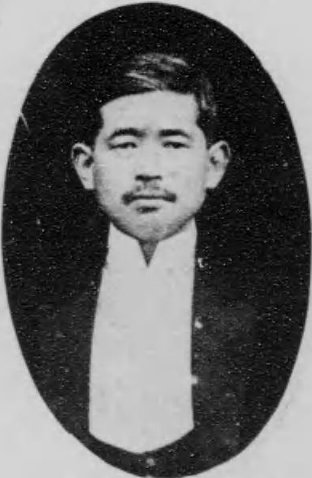
岩元禧

岩元 禧（いわもと き、1879年（明治12年）7月2日 - 1944年（昭和19年）9月14日）は、日本の内務官僚。官選沖縄県知事、鹿児島市長。

## 経歴
鹿児島県鹿児島市出身。士族の四男として生まれる。第七高等学校の第1回卒業生。1908年（明治41年）、東京帝国大学法科大学独法科を卒業し、同年に高等文官試験に合格した。内務省に入り、千葉県属、秋田県事務官、神奈川県理事官・視学官、香川県警察部長、島根県内務部長、茨城県内務部長を歴任。1923年（大正12年）から翌年まで沖縄県知事を務めた。1926年（大正15年）6月23日、休職満期となり退官した。
國學院大學・皇典講究所専務理事を経て、1933年（昭和8年）から1936年（昭和11年）まで第10代鹿児島市長を務めた。

## 著書
- 『皇祖発祥聖蹟』（1940年、鹿児島史談会）

## 親族
- 兄：岩元禎（哲学者、夏目漱石の『三四郎』に登場する広田先生のモデル。）
- 弟：岩元禄（逓信技師）[6]